# Mimi metallurgico ferito nell'onore
Mimi metallurgico ferito nell'onore is een Italiaanse film van Lina Wertmüller die werd uitgebracht in 1972. Deze komedie neemt de vierde plaats in op de lijst van de meest succesrijke films van het Italiaanse filmseizoen 1971-1972.

## Verhaal
De jonge arbeider Carmelo, bijgenaamd 'Mimi', werkt op een scheepswerf in Catania. 
Wanneer er lokale verkiezingen worden gehouden raadt zijn werkgever de arbeiders ten stelligste aan op de kandidaat van de maffia te stemmen. Mimi weigert naar de pijpen van de maffia te dansen, hij is het helemaal niet eens met het socio-politiek systeem en stemt voor de communistische kandidaat. De verkiezingsresultaten worden echter niet geheimgehouden en zo raakt Mimi zijn werk kwijt.
Gedegouteerd trekt Mimi naar Turijn, in het noorden van Italië, en hij laat zijn vrouw Rosalia achter op Sicilië.
Aanvankelijk vindt hij daar illegaal werk als bouwvakker. Wanneer hij beseft dat het levenloze lichaam van een arbeider die van een hoge stelling is gevallen, door de maffiabaas zal gedumpt worden vertelt hij hem dat zijn vrouw het metekind is van een machtige maffiabaas. Vanaf dan krijgt hij een goede job in een metaalfabriek.
Ondertussen heeft hij kennis gemaakt met de knappe en kleurig geklede Fiore, een harde trotskiste die kleren op straat verkoopt. Hij is stapelverliefd op haar. De gevoelens worden wederkerig. Ne een tijdje krijgen ze een kind.
Op een dag verneemt Mimi dat hij promotie krijgt en dat hij daarom wordt overgeplaatst naar Catania.  

## Rolverdeling
| Acteur             | Personage                                           |
| ------------------ | --------------------------------------------------- |
| Giancarlo Giannini | Carmelo 'Mimì' Mardocheo                            |
| Mariangela Melato  | Fiorella 'Fiore' Meneghini, minnares van Mimi       |
| Agostina Belli     | Rosalia, de vrouw van Mimi                          |
| Luigi Diberti      | Peppino                                             |
| Elena Fiore        | Amalia Finocchiaro                                  |
| Gianfranco Barra   | brigadier Amilcare Finocchiaro                      |
| Turi Ferro         | don Calogero / Vito Tricarico / Salvatore Tricarico |